# 賴阿勝
賴阿勝（1950年8月20日—2019年11月15日）是臺灣苗栗縣南鄉出身的出版家，創辦桂冠圖書公司（桂冠出版社）。

## 生平
賴阿勝1950年出生於苗栗南庄，客家人。父親賴春光為佃農出身，受土地改革政策成為自耕農，育有九名子女。
賴阿勝在家鄉初中畢業後到台北完成高職學業，先後至志文出版社、水牛出版社工作。1974年5月他成立桂冠圖書公司，設立在臺北市寧波西街，後搬至新生南路三段96-4號，出版社成立六年後在原地成立作為直營門市的桂冠書店。他將大女兒名字取為「立文」，意思是「立志文化出版」；二女兒名字取為「立雪」，源自成語「程門立雪」。早年他看好學術書籍明確的市場區隔，規畫推出世界文學名著、桂冠叢刊、新知叢書等書系，在學界和大專院校口碑不錯，也敢於出版《雷震全集》這類禁忌的書。1976年6月22日，因去年出版禁書《The Last Picture Show》而被以妨害風化罪移送地檢處偵辦，該書是Larry McMurtry得普立茲小說獎的小說。
妻子鄧玉娟回憶丈夫很喜愛文學，尤其是西方文學，對當代思潮、中文詩選也涉獵很深，雖只有高職畢業，但接觸的都是大學教授級別的文化界人士。在楊國樞鼓勵下，賴阿勝開始出版心理、西方哲學、當代思潮等著作，讓羅蘭·巴特、傅柯、安东尼奥·葛兰西等大師作品進入臺灣。他以「知識的燈塔，文化的桂冠」為口號，大量譯介文史哲叢書。像是出版《歷史研究》，獲期刊《出版與研究》讀者票選十大好書第一名。
1992年六一二大限使得擁有大量翻譯著作的桂冠出版社一度陷入經營困境，在楊國樞、黃光國等的支持下，開始加強本土學術論著的比重，才轉型成功。
1999年1月14日，賴阿勝受兒時玩伴葉弘俊鄉長和陳永賢縣議員建議，向出版界同業募得兩千多冊圖書，捐給南庄鄉立圖書館。
九二一地震後，賴阿勝從朋友獲得作家林雲閣為台中縣政府製作的《世紀震痛》，訝於作者居以六年時間投注於臺灣山坡地災難的追蹤報導，加上對自己苗栗家鄉的土地有切身之痛，就大量籌畫出版林雲閣對於臺灣山坡地環境的系列叢書，於2000年8月1日先出版講述林肯大郡的《崩塌的人生》、新草嶺潭潰壩等事件的《山鬼的震怒》等。賴阿勝後來還將兩本書存貨，悉數捐出供後來林雲閣推動「生態家園」計畫作義賣，讓林雲閣聽了感動得落淚哽噎。
2002年12月17日，臺灣出版業界的會議上，賴阿勝批評政府對於出版業的支持還不如東南亞，每年臺灣平均只補助150萬元，遑論和歐美先進國家相較。2004年12月結束經營位於台大學區的桂冠書店，由徐瑞宏頂下承接作獨立書店。2005年時，桂冠出版社只剩10人，賴阿勝依然要出德文新譯的《榮格全集》、傅柯、羅蘭·巴特等人作品，並說付出代價並不高，只是30年時間而已。2006年8月15日，桂冠書店正式歇業。2007年，因營收慘澹，出版社遷到三灣鄉。
平日賴阿勝獨居三灣市區，一邊忙於出版及著作出書，閒暇則至附近山區、河邊健行。2008年，與劉壽、李湞吉等人全程記錄南庄永昌宮圓醮慶典，出版《人與眾神的饗宴：南庄圓醮》一書。2016年，與家族決定，無償提供獅頭驛小段2.6公頃土地給國立聯合大學客家學院用於教學研究推廣、在地多元文化推廣及產業發展。
2019年11月15日上午7時，賴阿勝獨自前往三灣鄉龍崀頂步道，當天中午沒回家。18日中午警方發現他遺體卡在三灣彌陀寺周邊步道旁的中港溪畔懸岩上。同月26日於頭份市立殯儀館舉行告別式。

## 身後
告別式當日，政院客家委員會副主委楊長鎮追贈褒揚令。曾為桂冠圖書翻譯、原定12月21日在三灣鄉舉辦新書發表會的行政院發言人谷辣斯·尤達卡也到場致哀。客家文史工作者陳運棟、前新竹縣長林光華，以及中央大學、交通大學、聯合大學等客家學院學者也都出席。長女賴立文在告別式上，拉著大提琴演奏歌曲《追夢人》追思父親。
2021年，苗栗縣政府與客家文化發展中心合作規劃「文化知識的橋樑-賴阿勝圖書文物特展」，8月23日到11月6日在台灣客家文化館戀戀客庄展區展出賴阿勝生前大事記、桂冠出版代表書籍、紀錄影片、生活點滴照片等。縣長徐耀昌、遺孀鄧玉娟、女兒賴立文與賴立雪出席。賴立文用大提琴演奏《恰似你的溫柔》、《客家組曲》等多首先父所愛聽的歌曲。
2022年3月17日，於社群媒體發文宣佈，由於尋求相同理念者未果，復以出版業與讀書風氣衰退及COVID-19疫情影響，股東會已於2022年2月28日決議停損，解散結業並清算，結束將近48年的圖書業務。